# Estádio Aderbal Ramos da Silva
O Estádio Aderbal Ramos da Silva, popularmente conhecido como Estádio da Ressacada, de propriedade do Avaí Futebol Clube, é um estádio de futebol localizado em Florianópolis, capital do estado brasileiro de Santa Catarina. Foi inaugurado em 15 de novembro de 1983, e sua iluminação, em 31 de maio de 1986. Seu recorde de público é de 32.226 (25.735 pagantes) na final do campeonato catarinense de 1988.
Desde sua inauguração em 1983 até o ano de 2001, o estádio teve capacidade oficial para públicos superiores a 20 mil espectadores, recebendo todos os seus principais recordes de público durante este período. A partir de 2002 o estádio teve sua capacidade amplamente reduzida pela nova gestão, passando a receber lotações com borderôs reduzidos até o ano de 2009. Com as reformas do estádio finalizadas em 2010, a Ressacada tem atualmente, capacidade para 17.800 torcedores.
Com uma única via de acesso, distante de grandes centros e de bairros populosos, a Ressacada tem reconhecidamente um dos piores acessos a um estádio no país. Em grandes jogos, o trânsito fica muito complicado e é comum ver inclusive torcedores chegando perto do intervalo da partida.
A Ressacada já foi palco de três jogos da Seleção Brasileira e nove finais de campeonatos oficiais, todas vencidas pelo Avaí Futebol Clube. 
O maior artilheiro do estádio é Marquinhos Santos, maior ídolo da história do Avaí, com 61 gols marcados.

## História

### Denominação
O estádio tem o seu nome em homenagem ao ex-governador de Santa Catarina entre 1947 e 1951, Aderbal Ramos da Silva, torcedor do Avaí. Outro estádio que recebeu o mesmo nome foi o Aderbal Ramos da Silva do Blumenau Esporte Clube, localizado em Blumenau, Santa Catarina e demolido em 2007.
É popularmente chamado de Ressacada, por estar situado numa localidade antes popularmente chamada com este nome, dentro do bairro Carianos, próximo ao Aeroporto Internacional Hercílio Luz.

### Construção
A construção do Estádio Aderbal Ramos da Silva, aposentou o antigo Estádio Adolfo Konder, também conhecido como "Campo da Liga", construído na rua Bocaiúva, no centro de Florianópolis, e inaugurado em 1930. O estádio pequeno, com poucos degraus de arquibancada, era considerado já em 1975 um estádio ultrapassado.
O Adolfo Konder foi construído em um terreno de 15.000 m², não havendo maneira de ampliar o estádio. Em 1980, o terreno da rua Bocaiúva foi trocado por outro de 120.000 m² com um estádio pronto, pelo grupo Kobrassol, que planejava construir um shopping center no local, onde atualmente encontra-se o Beiramar Shopping. Finalmente, em novembro de 1983, o "Campo da Liga" encerrou suas atividades com uma partida entre veteranos do Avaí e do Figueirense (empate por 1 a 1).
Presidiu a obra da Ressacada Cairo Bueno, planejou o arquiteto Davi Ferreira Lima e trabalharam 20 engenheiros. As sondagens alcançaram 30m de profundidade, as torres de iluminação, 43m de altura, com o estádio compreendendo 17.270 m², e o concreto armado com 1.800 m³ de estrutura.

### Inauguração
O estádio foi inaugurado em 15 de novembro de 1983, com o jogo Avaí 1-6 Vasco da Gama. Vílson Tadei, do Vasco, fez o primeiro gol da história do Aderbal Ramos da Silva. Naquele jogo os times entraram em campo com as seguintes formações:
- Avaí:

Gilson (Borba), Assis, Gildo (Caco), Gilberto e Tião; Careca, Bira Lopes e Ormarzinho (Zé Carlos); Amarildo, Bizu (Décio) e Passos (Nelsinho) com o técnico Ladinho.
- Vasco da Gama:

Roberto; Adevaldo, Chagas, Nenê e Roberto Teixeira; Serginho, Oliveira (Geovani) e Vílson Tadei; Ernani (Dudu), Marcelo e Paulo Egídio (Júlio César) comandado por Otto Glória.
O árbitro da partida foi Celso Bozzano, e seus auxiliares Dalmo Bozzano e Allan Giovani. Público e renda não foram divulgados.
Neste jogo aconteceu um fato inusitado. Antes da partida inaugural Pai Santana, então roupeiro do Vasco, procurou desesperadamente o roupeiro do Avaí Duca para que emprestassem meiões para o time carioca, já que os mesmo haviam saído do Rio de Janeiro sem a vestimenta. Foi então que o Vasco atuou com os meiões brancos do Avaí, que continham apenas uma pequena faixa azul imperceptível para os espectadores.

### Iluminação
A Iluminação só foi inaugurada em 31 de maio de 1986 no jogo amistoso entre Avaí e Fluminense que terminou empatado em 0 a 0. A iluminação do estádio recebeu grande destaque, por ser uma das mais potentes do Sul do Brasil naquela época.

### Placar eletrônico
O placar eletrônico da Ressacada, foi inaugurado no dia 15 de março de 2009 num clássico entre Avaí e Figueirense, em partida válida pelo Campeonato Catarinense, o jogo terminou empatado em um gol.

### Década de 1980
O primeiro Campeonato Catarinense que o Avaí disputou com o seu novo estádio, foi em 1984. Naquele ano o time terminou em quarto lugar no geral da competição.
Rapidamente a Ressacada tornava-se um dos principais palcos de jogos de futebol do estado de Santa Catarina.
Já em 1984 veio o primeiro título do Avaí no Aderbal Ramos da Silva, o Torneio Seletivo para a Taça de Prata que deu o direito ao time de disputar este torneio de âmbito nacional organizado pela C.B.D. (Confederação Brasileira de Desportos, precursora da atual C.B.F.).Em 1985 veio também a Taça Governador do Estado de Santa Catarina que era concedida ao campeão do primeiro turno do campeonato estadual.
Também serviu de palco para espetáculos da Seleção Brasileira de Futebol, e a primeira apresentação foi em 21 de junho de 1987 quando o Brasil venceu a Seleção Equatoriana de Futebol por 4-1 em umamistoso.

### Recorde de Público

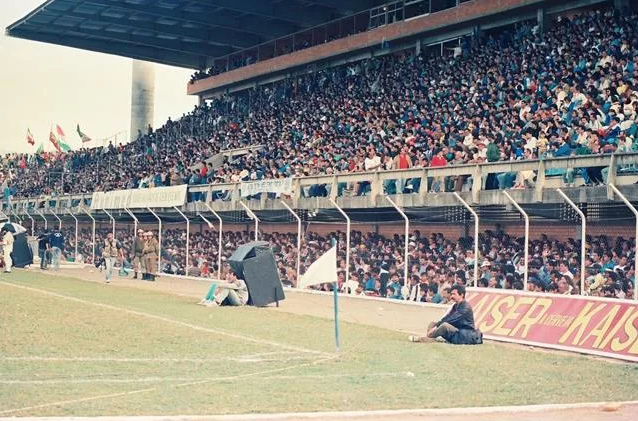
Ressacada completamente lotada. Recorde absoluto de público em 1988.

No dia 17 de julho de 1988, a Ressacada registrou o maior público em uma partida oficial realizada no território de Santa Catarina até então. A final do campeonato catarinense contra a equipe do Blumenau, registrou um público total de 32.226 torcedores, para uma renda de Cz$6.100.400,00.[carece de fontes?]
Houve superlotação em todos os setores do estádio, com milhares de torcedores ficando do lado de fora. No decorrer da partida, preocupada com os ânimos mais exaltados dos torcedores que não conseguiram entrar, a administração do estádio resolveu abrir os portões. O Avaí venceu o jogo por 2-1 e conquistou o seu 12° título estadual, para alegria da multidão que invadiu o campo para comemorar.
Ficha da partida
Avaí 2 x 1 Blumenau
Data: 17/07/1988
Gols: Adilson Heleno, Marcos Severo, Itamar
Público Total: 32.226[carece de fontes?]
Público Pagante: 25.735[carece de fontes?]
Renda: Cz$6.100.400,00.

### Década de 1990
Em 1992 o Avaí sagrou-se vice-campeão catarinense de futebol. O destaque do ano foi para o primeiro grande público da Ressacada na década de 1990, diante do Brusque. Mais de 20 mil pessoas lotaram a Ressacada para ver a vtória do Avaí por 1-0 no primeiro jogo da decisão.
No ano seguinte, o Avaí viveu um dos piores momentos de sua história, sendo rebaixado para a segunda divisão do estadual em 1993. Recuperou-se em voltou a elite do campeonato catarinense em 1994 como campeão no jogo de 19 de novembro de 1994, Avaí 2-1 Hercílio Luz realizado na Ressacada. Mesmo diante do vexame, o estádio novamente estava lotado na decisão da segundona.
No dia 3 de maio de 1994, a Seleção Brasileira de Futebol disputou na Ressacada o seu último jogo no seu país antes da Copa do Mundo de 94. A oportunidade ficou marcada pela estreia de Ronaldo na Seleção além do seu primeiro gol, no jogo contra Islândia. Ronaldo fez o primeiro gol dos 3 a 0 aplicados pelo Brasil.
Em 1995 foi campeão da Copa Santa Catarina quando o Avaí empatou em casa em 1-1 com o Joinville e depois venceu-os em Joinville por 3-1. Também foi campeão do Campeonato Citadino do mesmo ano.
Nesta década, mais uma apresentação da seleção no estádio, no jogo 10 de julho de 1996 quando Seleção Brasileira Olímpica fez seu último jogo em território nacional antes dos Jogos Olímpicos de Atlanta, vencendo a Seleção Dinamarquesa de Futebol por 5-1.
Em 22 de junho de 1997 o Avaí venceu o Tubarão por 2-0 e sagrou-se campeão estadual daquele ano. Com a conquista, o Avaí conquistou o título de Campeão estadual do Século, pois não poderia mais ser alcançado em títulos pela equipe do Joinville. Neste jogo, foi registrado o maior público da Ressacada na década de 1990.
Em 1998 o Avaí sagra-se Campeão Brasileiro da Série C, e novamente a torcida avaiana foi destaque na reta final, lotando a Ressacada em todas as partidas. No jogo contra o Brasil-RS, a Ressacada recebeu um público de cerca de 20 mil torcedores.
Em 21 de julho de 1999, mais um público superior a 20 mil pessoas é registrado na Ressacada. Na primeira partida da final contra o Figueirense, um público de 20.425 torcedores assistiu a vitória avaiana por 2x0. Os gols foram marcados pelos ídolos Dão e Alex Rossi.

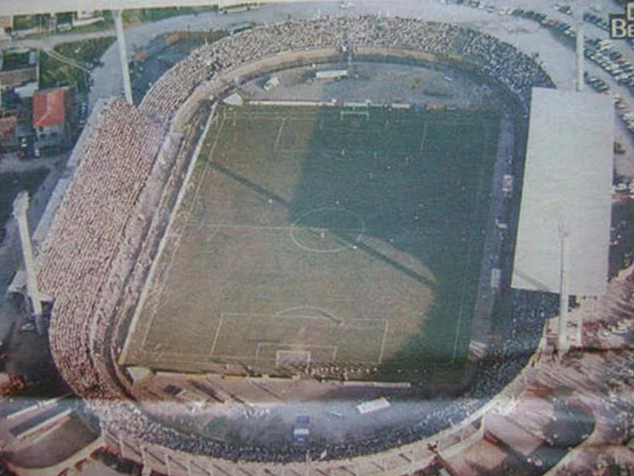
Visão aérea da Ressacada com mais de 22 mil torcedores em 1997

### Anos 2000
No início da década de 2000, o estádio da Ressacada registrou seus últimos grandes públicos oficiais, em clássicos contra o Figueirense. Em abril do ano 2000, um público de 19.608 assistiu a vitória do Avaí por 2x1 pelo Campeonato Catarinense. Em dezembro de 2001, a Ressacada registra o recorde de público histórico em clássicos desde a inauguração, quando 21.055 torcedores estiveram presentes no empate em 2x2 pela Série B do Campeonato Brasileiro.
Em 2002 o estádio teve sua capacidade drasticamente diminuida pela nova gestão que assumiu o clube, passando a receber lotações com públicos muito inferiores até o ano de 2009.
Em 2004 a Ressacada voltou a receber públicos enormes no quadrangular final da Série B, mas infelizmente o Avaí amargou o terceiro lugar, deixando escapar a vaga na partida final em Fortaleza-CE.
Em 2006, várias reformas foram feitas na Ressacada, troca do gramado e colocação de cobertura na arquibancada principal.
Em outubro de 2006, a Ressacada ganhou uma nova cobertura na maior arquibancada localizada a frente das sociais "A". Além da cobertura, o setor ganhou 2.018 cadeiras, 44 camarotes, novos banheiros e bares. Também foram construídas novas bilheterias, realizado reformas nos camarotes de imprensa, banheiros e vestiários.
Foi também na Ressacada completamente lotada que no dia 11 de novembro de 2008 quando, com o gol de Evando, o Avaí venceu o Brasiliense por 1 a 0 e, com três rodadas de antecedência para o fim da série B de 2008, assegurou a vaga à elite do futebol brasileiro de 2009.
Ficha do jogo
| 11 de novembro de 2008 | Avaí       | 1 – 0 | Brasiliense | Estádio da Ressacada, Florianópolis |
| 19h30                  | Evando 81' |       |             | Árbitro: Heber Roberto Lopes PR     |

No ano de 2009, o Avaí sagrou-se Campeão Catarinense pela 14ª vez em sua história, ao bater a Chapecoense por 6 a 1 (3 a 1 no tempo normal e 3 a 0 na prorrogação).
Em 2010, já com as obras de ampliação e encadeiramento do estádio concluídos, veio o bicampeonato diante de mais de 17 mil pagantes contra o Joinville: podendo até perder por 1 gol de diferença, o Avaí venceu o Joinville por 2 a 0 na Ressacada e chegou ao 15º título estadual.
Ainda no ano de 2010, ocorreu um fato inusitado no estádio da Ressacada, com dois públicos de cerca de 18 mil torcedores sendo divulgados de forma seguida contra Atlético-GO e Santos, a capacidade oficial máxima e exata da Ressacada. Em ambos os jogos hovue superlotação, com muitos torcedores ficando de fora sem conseguir ingressos. 
Em 2012 o Avaí vence o rival Figueirense na decisão do estadual e conquista o seu décimo sexto título. No primeiro jogo na Ressacada uma vitória por 3x0. No jogo da volta, nova vitória por 2x1 e o título garantido. Mesmo diante de toda demanda e muita insistência, com muitos torcedores dormindo na fila e ficando sem ingresso, a diretoria alvinegra resolveu não ceder, não liberando um setor extra para os avaianos no Orlando Scarpelli.

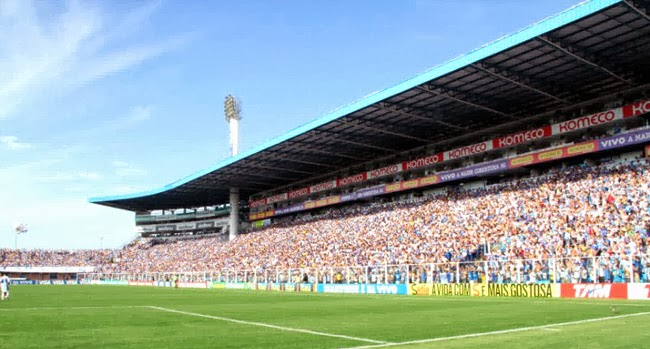
Torcida do Avaí. Ressacada lotada no Brasileirão em 2010

### Copa do Mundo de 2014
Lançada a candidatura da Ressacada para a condição de Training Site Agreement junto a FIFA, que consistia em tornar o estádio, juntamente com o Hotel Sofitel, uma sede para treinos durante a Copa do Mundo de 2014. Aceita a condição, nenhuma seleção utilizou o espaço.

## Localização
Localiza-se no bairro Carianos, no distrito do Ribeirão da Ilha, no sul da Ilha de Santa Catarina a aproximadamente 10 km do centro de Florianópolis. Em seus arredores, encontra-se o Aeroporto Internacional Hercílio Luz que é o principal aeroporto de Santa Catarina. Além disso, o estádio possui, em suas redondezas, uma série de bares e pequenos restaurantes, onde os torcedores costumam marcar encontros, beber e se alimentar antes e depois dos jogos.
A estrutura de acesso, por meios de transporte, à Ressacada dá-se por carro e linhas de Ônibus passando pela Via Expressa Sul e logo após com acesso pela Avenida Deputado Diomício Freitas. A distância docentro é de 10 km.
Os pontos de ônibus estão localizados ao lado do estádio mas, em dia de jogos, os ônibus só param na Avenida Deputado Diomício Freitas.
O estádio também conta com estacionamento próprio, com vagas para 5.000 veículos, sendo que, existe um espaço muito maior ao longo da Rua Tenente Calandrini, logo em frente. O estacionamento da torcida adversária, localiza-se atrás do estádio separado da torcida da casa pelo policiamento.

## Arquitetura
A Ressacada tem seu formato oval. A cobertura protege parcialmente o estádio, estando localizadas no setor das sociais "A" e "D", ambas localizadas ao centro do campo e nas arquibancadas "C" e "E", ambas ao lado da social "D". Os refletores encontram-se nos dois lados das sociais, num total de 4 torres.
O acesso ao gramado dá-se por meio de três acessos e dois túneis subterrâneos que começam nos vestiários. Existem três vestiários no estádio, um para cada time que disputa uma partida de futebol e outro para aarbitragem.

## Setorização

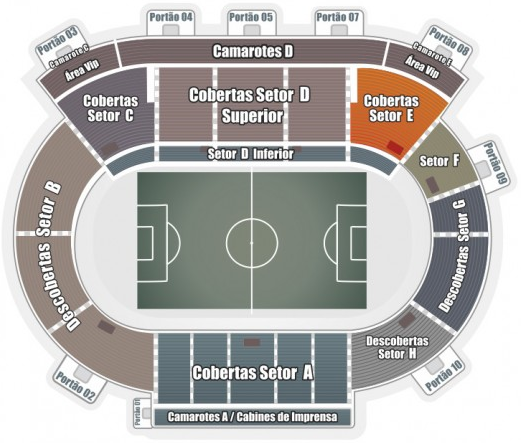
Setorização do Estádio da Ressacada

O estádio da Ressacada possui três níveis para os seus espectadores, o inferior (geral), o superior e o dos camarotes.

### Costeirinha
Costeirinha era o nome popular do setor inferior às arquibancadas do estádio. O setor, conhecido em muitos estádios do Brasil como "Geral", recebeu esta denominação pois o bairro aonde está localizada a Ressacada, era chamado no passado de Costeira do Pirajubaé. Hoje o bairro foi desmembrado da Costeira e se chama Carianos.
Este espaço foi desativado posteriormente, conforme o estatuto do torcedor, não oferecia comodidade e segurança aos presentes. No dia 12 de agosto de 2008, no jogo Avaí e Corinthians válido pelo Campeonato Brasileiro da Série B de 2008 e considerado o melhor jogo da competição, a costeirinha foi liberada após uma vistoria da Polícia Militar especialmente para esse jogo e foram vendidos 1.000 ingressos para o setor.
No andar de cima, localiza-se as chamadas arquibancadas e as sociais. As arquibancadas dividem-se em setores, nos setores "B", "G" e "H", estão as arquibancadas não cobertas e que localizam-se as torcidas organizadas dos clubes de futebol, com vista para trás dos gols. No setor "F" é aonde localiza-se a torcida adversária também com vista para trás de um dos gols. Nos setores "C" e "E", estão as arquibancadas cobertas. Sociais "A" e "D" possuem vista central (ou lateral) para o campo, contam com cadeiras com encosto. É na social "A" que encontram-se as tribunas de honra que são designadas para autoridades presentes aos eventos, cadeiras dos conselheiros do Avaí e as cabines de imprensa.
Os camarotes, localizados acima das sociais, possuem visão ampla para o campo. Possuem janelas de blindex e contam com bares, televisores de LCD e ar condicionado para seus frequentadores. Normalmente, são alugados por grandes empresas que convidam seus sócios, funcionários e parceiros para assistirem aos eventos, ou torcedores que associam-se para utilizá-los por um período.

### Acesso
O acesso para o público ao interior do estádio dá-se por sete entradas, quatro para os setores das arquibancadas, duas para as sociais e uma para os camarotes (os camarotes do setor "A" utilizam a mesma entrada das sociais). Após adentrarem ao estádio, os torcedores dirigem-se por rampas que dão acesso às arquibancadas e sociais e aos elevadores que dão acesso aos camarotes.

### Bilheterias
Existem três bilheterias com vários guichês cada para atendimento dos espectadores, além da secretaria do clube. Uma bilheteria fica na entrada principal do estádio (setor "B"), outra próximo a entrada das sociais "D" e outra para a torcida adversária próximo a entrada do setor "F".

### Cabines de imprensa
Atualmente a Ressacada oferece 27 cabines de imprensa localizadas acima dos camarotes do setor "A". Essas cabines dispõem de toda infraestrutura necessária para o trabalho de qualidade dos profissionais da área. Possuem elevador, serviço de cozinha, internet sem fio e seguranças particulares.

### Sala de imprensa
A sala de imprensa da Ressacada foi, desde a inauguração do estádio, localizada abaixo do alojamento das categorias de base e ao lado da atual loja do Avaí, a Avaí Store. Na tarde do dia 4 de maio de 2009, foi inaugurada a nova sala de imprensa, bem mais ampla e com um novo visual bem inovador.
O novo setor que foi denominado sala Dr. Tullo Cavallazzi, em homenagem ao torcedor avaiano que faleceu em 2008, está localizado entre Centro de Formação de Atletas (CFA) e o Estádio e será utilizado pelo Departamento de Comunicação e Imprensa, servindo também aos repórteres que acompanham diariamente os treinos do Avaí.
| A        | 2.778 cadeiras e 333 em camarotes  | • Térreo: 1 elevador, setor administrativo, refeitório, memorial dos atletas, auditório para coletivas de imprensa, Avaí Store e 2 lanchonetes; • Primeiro Pavimento: Alojamento para 50 atletas da categoria de base; • Primeiro nível acima da arquibancada: 14 camarotes, sanitários adaptados e 2 lanchonetes; • Segundo nível acima da arquibancada: 4 camarotes, sanitários adaptados, 16 cabines de rádio e 5 cabines de televisão. |
| B        | 3.321 cadeiras                     | • Térreo: 1 vestiário da categoria de base, salas da comissão técnica, 1 vestiário da equipe profissional, academia e sala antidoping. |
| C        | 993 cadeiras e 11 camarotes        | • Térreo: 2 vestiários para arbitragem, sendo 01 feminino e outro masculino e departamento médico com sala para fisioterapia e massagem. |
| D        | 5.154 cadeiras e 908 em camarotes. | • Térreo: 2 elevadores, estacionamentos, 2 lanchonetes e sanitários. |
| E        | 993 cadeiras e 11 camarotes        | • Térreo: 1 vestiário da categoria de base, sala de avaliação, academia, departamento médico e sala de massagem. |
| F, G e H | 3.320 cadeiras                     | • Térreo: 1 vestiário da equipe visitante, sala da comissão técnica e sala para entrevistas. |

## Marcas históricas
O Avaí foi o único time das séries A, B e C do Campeonato Brasileiro de 2008 a não perder um jogo sequer dentro de seus domínios. A invencibilidade que perdurou durante toda a competição, já vinha sendo escrita desde o dia 20 de fevereiro de 2008, data na qual sofreu a sua última derrota num jogo válido pelocampeonato estadual. Além do campeonato estadual e do brasileiro, em 2008 o Avaí ainda disputou, com o time "B", a Copa Santa Catarina.
A invencibilidade foi reconhecidamente na época, a maior entre todos os times brasileiros.
No dia 08/11/2017 o meia Marquinhos, marcou de falta, contra o Bahia, o seu gol de número 58, tornando-se o maior artilheiro da Ressacada.
Maiores Públicos
1983 a 2001 (Capacidade normal)
Neste período, a Ressacada recebeu normalmente todos os seus principais recordes de público. Segue a lista com os públicos acima de 19 mil espectadores até o ano de 2001:
- 17 de julho de 1988 - Avaí 2-1 Blumenau (Campeonato Catarinense) - Público: 32.226 (25.735 pagantes)[16]
- 22 de junho de 1997 - Avaí 2-0 Tubarão (Campeonato Catarinense) - Público: 22.850[16]
- 18 de dezembro de 2001 - Avaí 2-2 Figueirense (Campeonato Brasileiro Série B) - Público: 21.055[16]
- 21 de julho de 1999 - Avaí 2-0 Figueirense (Campeonato Catarinense) - Público: 20.425[16]
- 9 de dezembro de 1992 - Avaí 1-0 Brusque (Campeonato Catarinense) - Público: 20.016[16]
- 9 de abril de 2000 - Avaí 2-1 Figueirense (Campeonato Catarinense) - Público: 19.608[16]

Obs:  Entre os anos de 2002 e 2009 a Ressacada teve sua capacidade oficial extremamente reduzida pela nova gestão, sempre recebendo lotações com borderôs diminutos. Os critérios de diminuição nunca foram bem explicados, e nunca foram compreendidos pela mídia e pela torcida, que questionava constantemente os números divulgados após as partidas. Nos jogos de grande lotação, quando havia evidente similaridade visual com antigos recordes nas arquibancadas, havia grande expectativa pela divulgação dos públicos, mas naturalmente os mesmos ficavam limitados a divulgação da capacidade oficial previamente informada. Com isso, alguns jogos deste período receberam estimativas reais de público muito superiores aquilo que fora divulgado oficialmente, principalmente nos anos de 2004, 2008 e 2009.
2010-Presente (Reformas finais)
Neste período, a Ressacada finalmente teve suas obras de ampliação finalizadas e o estádio recebeu cadeiras em todos os setores, facilitando a contagem e recebendo assim uma capacidade oficial exata de 17.800 torcedores. Seguem os maiores públicos desde 2010:
- 28 de novembro de 2010 – Avaí 3-2 Santos (Campeonato Brasileiro Série A) - Público: 17.800[18]
- 21 de novembro de 2010 – Avaí 3-0 Atlético Goianiense (Campeonato Brasileiro Série A) - Público: 17.800[19]
- 22 de março de 2025 - Avaí 1x1 Chapecoense (Campeonato Catarinense) - Público:  17.711 [25]
- 24 de julho de 2022 - Avaí 1-2 Flamengo (Campeonato Brasileiro Série A) - Público 17.557 [26]
- 12 de outubro de 2013 - Avaí 1-2 Chapecoense (Campeonato Brasileiro Série B) - Público 17.108[27]
- 2 de maio de 2010 – Avaí 2-0 Joinville (Campeonato Catarinense) - Público: 17.012[28]
- 25 de maio de 2011 – Avaí 0-2 Vasco da Gama (Copa do Brasil) - Público: 16.920[29]
- 24 de novembro 2018 - Avaí 0-0 Ponte Preta (Campeonato Brasileiro Série B) - Público: 16.460 [30]
- 6 de maio de 2012 – Avaí 3-0 Figueirense (Campeonato Catarinense) - Público: 16.434[31]
- 3 de novembro de 2013 – Avaí 0-4 Figueirense (Campeonato Brasileiro Série B) - Público: 16.039[32]
- 21 de abril de 2019 - Avaí 1-1 Chapecoense (Campeonato Catarinense) - Público: 15.876 [33]
- 28 de novembro de 2021 - Avaí 2-1 Sampaio Corrêa (Brasileiro Série B) - Público: 15.588 [34]
- 30 de abril de 2017 - Avaí 0-1 Chapecoense (Campeonato Catarinense) - Público: 15.754[35]
- 26 de novembro de 2016 - Avaí 1-1 Brasil-RS (Campeonato Brasileiro Série B) - Público: 15.564[36]
- 26 de junho de 2022 - Avaí 2-2 Palmeiras - (Brasileiro Série A) - Público: 15.233 [37]
- 10 de abril de 2019 - Avaí 0-1 Vasco (Copa do Brasil) - Público: 15.225 [38]

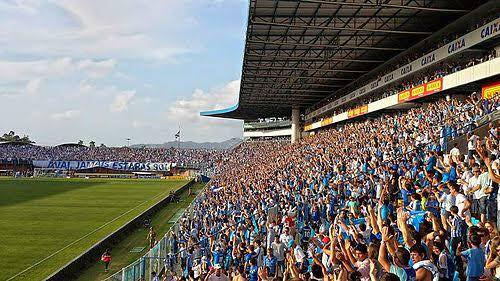
Torcida do Avaí. Ressacada lotada em 2013

### 10 Maiores artilheiros
| #  | Jogador        | Posição  | Gols |
| -- | -------------- | -------- | ---- |
| 1  | Marquinhos     | Meia     | 61   |
| 2  | Décio Antonio  | Atacante | 57   |
| 3  | Jacaré         | Atacante | 41   |
| 4  | Dão            | Atacante | 36   |
| 5  | Adílson Heleno | Meia     | 33   |
| 6  | William        | Atacante | 32   |
| 7  | Evando         | Atacante | 29   |
| 8  | Paulo César    | Atacante | 28   |
| 8  | Toninho        | Atacante | 28   |
| 9  | Claudiomir     | Atacante | 23   |
| 10 | Fantick        | Meia     | 21   |

P. ^ Jogador em atividade no Avaí.
Jogadores do Avaí que marcaram 4 gols em uma única partida na Ressacada: 
Adilson Heleno (4) - Avaí 5x0 Joaçaba - 1993
Vandinho (4) - Avaí 6x0 Atlético Ibirama - 2008

Jogadores do Avaí que marcaram 3 gols (hat-trick) em uma única partida na Ressacada:
Décio Antônio (3) - Avaí 3x1 Paysandu-SC - 1987
Claudiomir (3) - Avaí 3x0 Concórdia - 1992
Jacaré (3) - Avaí 5x2 Xanxerense - 1994
Jacaré (3) - Avaí 4x2 Joinville - 1997
Sandro (3) - Avaí 6x0 Guarani-SC - 1997
Dão (3) - Avaí 4x0 Chapecoense - 1997
Dão (3) - Avaí 5x2 Lages - 1999
Paulo César (3) - Avaí 3x1 XV Novembro - 1998
Paulo César (3) - Avaí 6x0 Chapecoense - 1998
Cairo (3) - Avaí 3x2 Vila Nova - 2001
Celso (3) - Avaí 5x2 Vila Nova - 2003
Vandinho (3) - Avaí 5x0 Atlético Ibirama - 2010
Emerson (3) - Avaí 6x1 Grêmio Barueri - 2010
Caio (3) - Avaí 3x2 Santos - 2010
Rafael Coelho (3) - Avaí 4x1 Ipatinga - 2011
Felipe Alves (3) - Avaí 6x1 Marcílio Dias - 2012
Heber (3) - Avaí 3x0 Juventus-SC - 2014
William (3) - Avaí 4x2 Ceará - 2016

## Jogos da Seleção Brasileira
O estádio já serviu de palco de jogos da Seleção Brasileira contra oEquador, em 1987 e contra a Islândia, em 1994. Foi também nele que ocorreu o último jogo da seleção olímpica brasileira no Brasil antes dosJogos Olímpicos de Atlanta, em 10 de julho de 1996, uma vitória por 5-1 contra a Dinamarca.
- Números da Seleção Brasileira na Ressacada:

| 9 | 3 | 3 | 0 | 0 | 12 | 2 | +10 | 4 | Ronaldo e Viola (2 gols) |
| PG - pontos ganhos; J - jogos; V- vitórias; E - empates; D - derrotas; GP - gols pró; GC - gols contra; SG - saldo de gols; MG - média de gols por jogo; ART - artilheiro |   |   |   |   |    |   |     |   |                          |

## Finais de campeonato
Desde que teve inaugurado o seu novo estádio, o Avaí jamais perdeu um título com o jogo decisivo sendo disputado em seus domínios, ou seja, jamais perdeu um título com o jogo final disputado na Ressacada. 
| 17 de julho de 1988                                | Avaí 2-1 Blumenau     | Campeonato Catarinense, jogo de volta            | 32.226        |
| 9 de dezembro de 1992                              | Avaí 1-0 Brusque      | Campeonato Catarinense, jogo de ida              | 20.016        |
| 19 de novembro de 1994                             | Avaí 2-1 Hercílio Luz | Campeonato Catarinense 2ª Divisão, jogo de volta | Não fornecido |
| 18 de dezembro 1995                                | Avaí 1-1 Joinville    | Copa Santa Catarina, jogo de ida                 | Não fornecido |
| 22 de junho de 1997                                | Avaí 2-0 Tubarão      | Campeonato Catarinense, jogo de volta            | 22.850        |
| 21 de julho de 1999                                | Avaí 2-0 Figueirense  | Campeonato Catarinense, jogo de ida              | 20.425        |
| 3 de maio de 2009                                  | Avaí 6-1 Chapecoense  | Campeonato Catarinense, jogo de volta            | 14.498        |
| 2 de maio de 2010                                  | Avaí 2-0 Joinville    | Campeonato Catarinense, jogo de volta            | 17.012        |
| 6 de maio de 2012                                  | Avaí 3-0 Figueirense  | Campeonato Catarinense, jogo de ida              | 16.434        |
| 30 de abril de 2017                                | Avaí 0-1 Chapecoense  | Campeonato Catarinense, jogo de ida              | 15.754        |
| 26 de abril de 2019                                | Avaí 1-1 Chapecoense  | Campeonato Catarinense, jogo único               | 15.876        |
| 18 de janeiro de 2020                              | Avaí 0-2 Brusque      | Recopa Catarinense, jogo único                   | 7.753         |
| 20 de janeiro de 2022                              | Avaí 1-3 Figueirense  | Recopa Catarinense, jogo único                   | 10.937        |
| *O Público pagante da final em 1988 foi de 25.735. |                       |                                                  |               |

Observação: O borderô oficial da partida contra a Chapecoense em 2009 é praticamente simbólico, assim como diversos outros casos inexplicados de grandes lotações com borderôs diminutos que ocorreram entre os anos de 2002 e 2009. O público estimado da final em 2009 é de mais de 20 mil torcedores, pois havia duas ampliações laterais recentes e houve superlotação em todos os setores do estádio, com milhares de torcedores espremidos e centenas precisando ocupar inclusive os setores inferiores, então desativados. Nas ruas, a festa pelo fim do jejum reuniu 20 mil torcedores na avenida Beira-mar norte, com a maioria absoluta do contingente tendo saído da própria Ressacada para comemorar o título. 

## Jogos internacionais do Avaí na Ressacada
| Data                    | Jogo                       | Ficha do Jogo | Observação       |
| 4 de fevereiro de 1986  | Avaí 3 x 1 Grasshopper     | .             | Amistoso         |
| 6 de julho de 1986      | Avaí 5 x 2 Indonésia       | .             | Amistoso         |
| 30 de janeiro de 1995   | Avaí 4 x 2 Nacional        |               | Torneio Mercosul |
| 8 de fevereiro de 2002  | Avaí 3 x 0 Videoton        |               | Amistoso         |
| 18 de fevereiro de 2003 | Avaí 4 x 0 Albirex Niigata | .             | Amistoso         |
| 5 de março de 2008      | Avaí 2 x 0 Jamaica         | .             | Amistoso¹        |
| 8 de março de 2008      | Avaí 3 x 1 Dallas          | .             | Amistoso         |
| 21 de outubro de 2010   | Avaí 3 x 1 Emelec          | .             | Sul-Americana    |

(1) O jogo amistoso foi denominado como o "Jogo da Paz". O Avaí recebeu o troféu "Cidade de Florianópolis" oferecido ao vencedor da partida, já que, dias depois (23 de março) a cidade completaria 282 anos de fundação.
| 7 | 7 | 0 | 0 | 27 | 7 | +20 |
| J - jogos; V - vitórias; E - empates; D - derrotas; GP - gols pró; GC - gols contra; SG - saldo de gols; |   |   |   |    |   |     |

## Clássico de Florianópolis
O Clássico de Florianópolis entre Avaí e Figueirense, é reconhecidamente, o maior derby do estado de Santa Catarina.
No dia 13 de fevereiro de 2005 no jogo Avaí 1-0 Figueirense na Ressacada, o artilheiro  Fábio Oliveira aproveitou o belo cruzamento de Samuel  e marcou, aos 45 minutos do segundo tempo, o gol de número 1.000 em clássicos.
No Campeonato Catarinense de 2012, os dois times protagonizaram a final do estadual. Na primeira partida, disputada na Ressacada, o Avaí foi superior e venceu o seu maior rival por 3 a 0.

## Shows musicais
Dentre algumas apresentações musicais que já ocorreram na história do Estádio, a mais marcante e destacada foi a do ex-beatle Paul McCartney, que ocorreu no dia 25 de abril de 2012. O show ficou marcado como o maior evento musical já realizado em solo catarinense.
A apresentação do músico britânico em Florianópolis, fez parte da turnê "On the Run" que também aconteceu no Recife, Uruguai, Paraguai e Colômbia. Dentre todas as apresentações Sul-Americanas esta foi a de maior duração, com 38 músicas no set list e aproximadamente 3 horas de show.
Em 19 de outubro de 2024, o ex-beatle Paul McCartney retorna ao Estádio da Ressacada. O evento abrigou aproximadamente 33.000 pessoas, com duração de aproximadamente 3 horas de show. Paul McCartney retornou a Florianópolis em sua turnê "Got Back", sendo essa recorde de vendas, com os ingressos esgotados em 48 horas.

## Gramado
Foi inaugurado no dia 22 de janeiro de 2006 um novo gramado com grama tipo Bermuda, a nova drenagem e o sistema de irrigação computadorizada.
Ao longo de 50 dias, diversas foram as etapas para a apresentação de um novo gramado. A primeira fase ocorreu com a retirada da antiga grama. Em seguida, novas valas de drenagem foram construídas– a antiga foi preservada. Terminada a drenagem, a terra recebeu um tratamento especial para o plantio da nova grama, e o sistema de irrigação computadorizado foi instalado. Em seguida, a grama foi plantada.
Nas duas últimas semanas, o engenheiro agrônomo Marcelo Steiner, responsável pelo plantio, acompanhou os trabalhos de manutenção, liberando cargas de água, adubos e fortificantes.
Por outro lado, Paulo Haeser foi o responsável pela instalação do novo e moderno sistema computadorizado de irrigação.

### Dados
Grama: Bermuda Tifway 419

Irrigação: Hunter

Manutenção: Periódica – duas vezes por mês.

## A Nova Ressacada
Em 2008 o Avaí apresentou o novo projeto com previsões de melhorias em seu estádio.
O projeto consiste em ampliação do estádio para 30.000 lugares, cobertura nas arquibancadas com cadeiras assim como as sociais A e B, 400 camarotes novos com banheiros individuais, além de prédio de apoio, restaurante, academias, centro de fisioterapia, piscinas, memorial, praça de alimentação, loja do Avaí e setor administrativo.

## Gol de placa
Em toda a história da Ressacada aconteceram vários gols de destaque por sua beleza. Na história recente, pode-se destacar como o gol mais bonito presenciado no estádio, o marcado por Evando no dia 12 de agosto de 2008.
A partida era válida pela 18ª rodada do Campeonato Brasileiro da Série B de 2008 entre Avaí e Corinthians que estava ganhando por 0x1, quando aos 38 minutos do segundo tempo, Evando marcou de bicicleta empatando o jogo. 12.219 pessoas que estavam presentes na Ressacada neste jogo, presenciaram o feito.
Foi neste lance que surgiu a mística da Nossa Senhora da Ressacada, criada pelo narrador Salles Júnior da rádio CBN de Florianópolis para descrever o teor do gol de Evando.
"Ninguém acreditava e todos mereciam, principalmente Evando. Por isso, agradeci a ela em homenagem a Nossa Senhora da Ressacada, por estar abençoando o espetáculo."— Salles Júnior narrador da rádio CBN ao narrar o gol de bicicleta do atacante Evando na Ressacada.
Outro gol de destaque e histórico foi o marcado pelo goleiro do Avaí, Eduardo Martini aos 12 minutos do jogo Avaí 3x1 Paraná Clube no dia 22 de agosto de 2008. O goleiro foi sair jogando com os pés em sua área, a bola saiu com uma velocidade enorme, bateu no gramado e encobriu o goleiro Mauro do Paraná entrando no gol e anotando 1x0 para o Avaí no placar. Pelo feito histórico, o Avaí pôs uma placa em homenagem a Martini na entrada das sociais do estádio da Ressacada.
"Agora eu já sei como é fazer um gol."— Eduardo Martini falando de seu gol na Ressacada.

## Biblioteca do Avaí
No dia 31 de agosto de 2007 o Avaí inaugurou, nas dependências do estádio, a Biblioteca Nereu do Vale Pereira, nome este em homenagem ao escritor e ex-presidente do clube.
A biblioteca do Avaí que, além de contar com um bom acervo bibliotecário, ainda possui computadores com acesso a internet e  atende mais de 50 garotos das categorias de base do clube que, em seus horários livres, realizam pesquisas e estudos.